# 후스티 서볼치
후스티 서볼치(헝가리어: Huszti Szabolcs, 1983년 4월 18일)는 헝가리의 은퇴한 축구 선수이다.

## 축구인 경력

### 클럽 경력
페렌츠바로시의 유스 팀을 거쳐 성인 팀으로 올라오며 프로 무대에 데뷔하였다. 페렌츠바로시에서 데뷔전을 치른 직후 쇼프론으로 임대 이적하였다. 쇼프론에서 6개월 간 14경기에 출전하여 6골을 기록하는 좋은 활약을 보인 후 원 소속팀으로 복귀하여 주전으로 도약하였다.
2005년 레인저스와 웨스트브로미치 앨비언의 러브콜을 받았으나 메츠로 이적하였다. 하지만 메츠에서의 첫 시즌에 팀이 강등 당하였고 1년 만에 독일의 하노버 96으로 이적하였다. 2006년 8월 13일 하노버에서의 데뷔전을 치른 것을 시작으로 2006-07 시즌 31경기에서 4골을 기록하였다. 2009년 FC 제니트 상트페테르부르크로 이적하기 전까지 명문 클럽 바이에른 뮌헨을 상대로 2번이나 결승골을 기록하여 화제가 되었다.
2009년 2월 안드레이 아르샤빈의 대체자로 제니트에 입단하였다.
2012년 하노버 96으로 복귀하였고 복귀 후 첫 경기에서 볼프스부르크를 상대로 4도움을 기록하였다.
2014년 창춘 야타이에 입단하였다.

### 국가대표 경력
2004년 4월 로타어 마테우스 감독 아래에서 헝가리 대표팀에 선발되어 4월 25일 일본을 상대로 A매치 데뷔전을 치렀다.
2007년 6월 열린 유로 2008 예선 경기를 앞두고 주전 자리에 대한 확신이 없다는 이유로 대표팀 트레이닝 캠프를 이탈하였다. 이후 헝가리 축구 협회의 징계 차원에서 연말까지 대표팀에 소집되지 않았다.
2008년 2월 대표팀에 복귀하여 6일 슬로바키아와의 경기에 출전하였다.
2010년 9월 9일 소속팀에 집중하고 싶다는 것과 대표팀을 둘러싼 분위기가 좋지 않다는 것을 이유로 대표팀 은퇴를 선언하였다.